# 高江啓史
高江 啓史（たかえ ひろふみ、1989年（平成元年）1月30日 - ）は、日本の政治家。奈良県磯城郡田原本町長（1期）。

## 来歴
愛媛県出身。松山大学法学部卒業。
2011年法務省に入省。2015年內閣官房行政改革推進本部事務局、2017年同特定複合観光施設区域整備推進室、2018年有限責任監査法人トーマツに入所する。この間、イギリスに渡り、アングリアラスキン大学大学院を修了し、経営管理学修士となる。
2020年奈良県田原本町役場に入庁する。役場では 企画・財政や商工観光、 農政などの統括業務に従事する。2022年田原本町副町長に就任。
2023年12月、田原本町長の森章浩は翌年1月に予定されている町長選挙に不出馬を表明、副町長の高江を後継者に指名した。
2024年1月21日の選挙では無所属新顔同士の一騎打ちとなり、前町議を破り、初当選した。当選時点の現役町長では全国最年少となった。同年1月31日に町長に就任した。